# Jonathan Lipnicki
Jonathan William „Jonny” Lipnicki (ur. 22 października 1990 w Westlake Village) – amerykański aktor.

## Życiorys
Urodził się w Westlake Village w Kalifornii w rodzinie żydowskiej jako syn Rhondy (z domu Rosen) i Josepha „Joego” Lipnickiego. Wychowywał się ze starszą siostrą Alexis. Trenował brazylijskie jiu-jitsu. Ukończył Agoura High School w Agoura Hills. Studiował aktorstwo w Playhouse West pod kierunkiem Roberta Carnegie.
W wieku sześciu lat zadebiutował na kinowym ekranie w roli Raymonda „Raya” Boyda, młodszego syna Dorothy (Renée Zellweger) w komediodramacie sportowym Camerona Crowe’a Jerry Maguire (1996), za którą został uhonorowany Young Artist Award w kategorii „Najlepszy występ w filmie fabularnym - aktor w wieku 10 lat lub mniej”. W latach 1996–1997 występował jako Justin Foxworthy w sitcomie The Jeff Foxworthy Show.

## Filmografia

### Filmy
- 1996: Jerry Maguire jako Ray Boyd
- 1998: Dr Dolittle (Doctor Dolittle) jako Mały tygrysek (głos)
- 1999: Stuart Malutki (Stuart Little) jako George Little
- 2000: Wampirek (The Little Vampire) jako Tony Thompson
- 2002: Magiczne buty (Like Mike) jako Murph
- 2002: Stuart Malutki 2 (Stuart Little 2) jako George Little
- 2003: Zachary Beaver przyjeżdża do miasta (When Zachary Beaver Came to Town) jako Toby Wilson
- 2005: The L.A. Riot Spectacular jako Tom Saltine Jr.
- 2005: Tag jako Rush
- 2005: Knights of Impossingworth Park jako Mike
- 2012: For the Love of Money jako młody Yoni
- 2012: Edge of Salvation jako JJ
- 2013: Bestie z Morza Beringa (Bering Sea Beast, TV) jako Joe Hunter
- 2014: Bad Ass 2: Twardziele (Bad Ass 2: Bad Asses, wideo) jako Hammer
- 2015: Loserville jako Franklin Hope
- 2017: Porwanie (Altitude) jako Rick
- 2017: Pitching Tents jako Scott
- 2017: Boone: The Bounty Hunter jako Ryan Davenport
- 2017: Limelight jako Rocky
- 2018: Andover jako Steve

### Seriale TV
- 1996-1997: The Jeff Foxworthy Show jako Justin Foxworthy
- 1997: Meego jako Alex Parker
- 1997: Ostatni do wzięcia (The Single Guy) jako Rusy
- 2000: Jezioro Marzeń (Dawson's Creek) jako Buzz Thompson
- 2002: HBO First Look w roli samego siebie
- 2003: Dotyk anioła (Touched By An Angel) jako Stan
- 2003: Saturday Night Live w roli samego siebie
- 2005: Głowa rodziny (Family Guy) jako Wesly
- 2009: Detektyw Monk (Monk) jako Rudy Smith
- 2013: Rozmontowani (Family Tools) jako Ryan
- 2015: Rock in a Hard Place jako młody Cookie
- 2016: Interns of F.I.E.L.D. jako Chaz